# Calique (satélite)
Calique (do grego Καλύκη) ou Júpiter XXIII é um satélite irregular retrógrado de Júpiter.
Foi descoberto em 2000 por um grupo de astrônomos da Universidade do Havaí comandado por Scott S. Sheppard, que deu ao satélite a designação temporária de S/2000 J 2.
A lua Calique possui cerca de 5,2 quilômetros de diâmetro, e orbita Júpiter a uma distância média de 23.181 Mm (megâmetros) em 721,021 dias, com uma inclinação de 166º em relação à eclíptica (165º em relação ao plano equatorial de Júpiter), em uma direção retrógrada de excentricidade orbital de 0,2140.
O satélite foi batizado em Outubro de 2002, em homenagem à figura da mitologia grega Calique.
O satélite Calique pertence ao Grupo Carme, composto de luas irregulares retrógradas que orbitam Júpiter a uma distância que varia entre 23 e 24 Gm (gigâmetros) com uma inclinação em torno de 165º.